# Dasineura mali
Dasineura mali är en tvåvingeart som först beskrevs av Jean-Jacques Kieffer 1904.  Dasineura mali ingår i släktet Dasineura och familjen gallmyggor. Inga underarter finns listade i Catalogue of Life.